# Leah McLaren
Leah McLaren (7 de novembro de 1975) é uma autora, jornalista e colunista canadense.

## Carreira
Como jornalista e colunista, os seus textos foram publicados em vários jornais, incluindo The Times, The Evening Standard e The Sunday Telegraph, bem como na revista semanal The Spectator, para a qual escreveu um artigo e máteria de capa que se tornou polémico sobre o fracasso romântico do homem inglês moderno. Assumidamente feminista, manteve durante anos uma coluna regular aos sábados na seção Life do The Globe and Mail, na qual falava sobre como era viver como uma mulher solteira em Toronto, para além de também escrever uma coluna na seção de Artes do mesmo jornal e os "The Leah Files", uma coluna mensal publicada na revista de moda Flare. Outras publicações incluem os jornais e revistas Toronto Life, McGill Daily e enRoute.
Como autora, publicou os romances The Continuity Girl (2006), A Better Man (2015), o livro de memórias Where You End and I Begin (2022), e Chasing Boaz Manor, este último co-escrito com a atriz Serinda Swan.
Em 2008, a CBC filmou Abroad, um filme televisivo, escrito e produzido por Leah McLaren, baseado nas suas experiências como jovem repórter de um jornal canadense a viver em Londres. O filme foi emitido em 14 de março de 2010 e existiam planos de ser desenvolvido como uma série até que a CBC Television cancelou o projecto, ainda antes que qualquer episódio fosse feito.

## Polémicas
Em 2012, Leah McLaren tentou vender a sua própria casa numa coluna imobiliária para a qual escrevia, Home of the Week. O artigo foi considerado um conflito de interesses pela editora pública do Globe, Sylvia Stead, embora fosse tarde demais para impedir que a casa de US$ 600 mil fosse vendida acima do preço de listagem.
Foi criticada publicamente por uma coluna que escreveu para o The Globe and Mail em 22 de março de 2017, onde admitiu que uma vez tentou amamentar o filho do candidato à liderança conservadora, Michael Chong, sem o consentimento deste ou de sua esposa, e enquanto ela não estava em lactação. Posteriormente, o jornal retirou o artigo de seu website. Cinco dias após a sua publicação, Michael Chong confirmou via Twitter que o incidente ocorreu há mais de dez anos, descrevendo-o como "sem dúvida estranho, mas sem consequências reais". Na época, Leah McLaren teria cerca de 29 anos. A 30 de março de 2017 o Toronto Star informou que a jornalista foi suspensa por uma semana pelo The Globe and Mail.

## links externos
- Colunas da McLaren no The Globe and Mail
- Leah McLaren. no IMDb.